# Blakelaw and North Fenham
Blakelaw and North Fenham är en civil parish i Newcastle upon Tyne i Storbritannien. Den ligger i grevskapet Tyne and Wear och riksdelen England, i den centrala delen av landet, 400 km norr om huvudstaden London. Antalet invånare är 6 468. Arean är 1,4 kvadratkilometer.
Terrängen i Blakelaw and North Fenham är mycket platt.